# Gangseo-gu, Busan
Gangseo-gu (koreanska: 강서구)  är ett av de 15 stadsdistrikten (gu) i staden Busan i sydöstra Sydkorea, 300 km sydost om huvudstaden Seoul. Busans flygplats,  Gimhae International Airport, ligger i Gangseo-gu.

## Administrativ indelning
Gangseo-gu består av åtta stadsdelar (dong).

- Daejeo 1-dong
- Daejeo 2-dong
- Gadeokdo-dong
- Gangdong-dong
- Garak-dong
- Myeonggji 1-dong
- Myeonggji 2-dong
- Noksan-dong